# Liars d'Armanhac
Liars d'Armanhac (en francès Lias-d'Armagnac) és un municipi francès situat al departament del Gers i a la regió d'Occitània.

## Demografia
| 1962                                       | 1968 | 1975 | 1982 | 1990 | 1999 | 2006 |
| ------------------------------------------ | ---- | ---- | ---- | ---- | ---- | ---- |
| 293                                        | 246  | 230  | 205  | 189  | 183  | 190  |
| Des de 1962: població sense dobles comptes |      |      |      |      |      |      |

## Administració
| Període   | Identitat                 | Partit |
| --------- | ------------------------- | ------ |
| 2001-2008 | Hubert Casanelli D'Istria |        |
| 2008-     | Claude Duprat             |        |